# Körperpsychotherapie
Körperpsychotherapie, gleichbedeutend mit „körperorientierte Psychotherapie“, ist die Bezeichnung für unterschiedliche Psychotherapiemethoden, die die psychischen und körperlichen Dimensionen menschlichen Erlebens gleichwertig behandeln. Sie teilen die Annahme, dass Körper und Psyche eine nicht trennbare Einheit bilden. Fast alle Körperpsychotherapiemethoden sind humanistisch oder tiefenpsychologisch orientiert und nutzen die Körperwahrnehmung als Möglichkeit, unbewusste psychische Prozesse aufzudecken, also ins Bewusstsein zu bringen. Körperpsychotherapiemethoden arbeiten erfahrungsorientiert, was bedeutet, dass das momentane und vor allem körperlich empfundene Erleben während des Therapieprozesses im Fokus der Aufmerksamkeit steht.

## Zugang zum Unbewussten
Tiefenpsychologisch fundierte Therapierichtungen gehen davon aus, dass unbewusste psychische Prozesse menschliches Handeln, Denken und Fühlen wesentlich beeinflussen und die Bewusstmachung dieser unbewussten Vorgänge eine wesentliche Voraussetzung für Veränderung oder Heilung ist. Sigmund Freud bezeichnete die Traumdeutung als den „Königsweg“ für den Zugang zum Unbewussten. Seine Methode der freien Assoziation ergänzte und erweiterte diesen Zugang. In den heutigen tiefenpsychologisch orientierten Therapierichtungen spielt die Analyse des Übertragungsgeschehens eine wichtigere Rolle bei der Aufdeckung unbewussten Geschehens. In der Körperpsychotherapie hingegen wird der Zugang zum Unbewussten über den Körper gesucht.

## Der körperpsychotherapeutische Ansatz
Normalerweise erscheint es ganz selbstverständlich, dass körperliche Haltungen, Gesten und Mimik zu bestimmten Gefühlen „passen“. Im Unterschied zur Alltagssituation, in welcher der körperliche Ausdruck und das körperliche Empfinden wie automatisch und unbewusst einfach geschehen, werden in der Körperpsychotherapie körperliche Phänomene fokussiert und ins Bewusstsein gerückt. Im therapeutischen Interesse stehen vor allem solche körperlichen Strukturen, Abläufe oder Empfindungen, die so gewohnt und selbstverständlich zum Ich-Gefühl gehören, dass sie nicht bewusst wahrgenommen werden.
Körperpsychotherapeuten gehen davon aus, dass in der körperlichen Organisation des Erwachsenen emotionale Informationen aus der frühen Kindheit gespeichert sind. Dies können aus frühen Erfahrungen abgeleitete „Kernüberzeugungen“ sein, wie zum Beispiel: „Ich bin nicht gut genug.“ Nach den Theorien der Körperpsychotherapie werden solche „Kernüberzeugungen“ als Gefühl im Körper gespeichert und bestimmen den Glauben, wie die Welt „wirklich“ ist. Demnach würde ein Mensch mit dem seit der Kindheit im Körper verankerten Gefühl „Ich bin nicht gut genug“ diesen Grundsatz stets beibehalten, unabhängig davon, was er real schon geleistet hat oder was er verstandesmäßig einsieht. Körperpsychotherapeuten gehen davon aus, dass ein gefühlsmäßig verinnerlichter Glauben nur dann verändert werden kann, wenn auf der gefühlten körperlichen Ebene eine andere Erfahrung möglich wird. Albert Pesso nennt diese alternative und realitätsbezogene unmittelbar gefühlte Erfahrung „Gegengift“. In dem Beispiel des Menschen, der glaubt, nicht gut genug zu sein, wäre dieses „Gegengift“ das im Hier und Jetzt erlebte und von rationalen Abwägungen unabhängige Gefühl, gut genug zu sein.

## Körperpsychotherapeutische Techniken
Die Menge unterschiedlicher Schulen und Techniken ist schwer überschaubar. Prinzipiell können drei Kategorien von Techniken unterschieden werden, nämlich das Arbeiten mittels körperlicher Berührungen, das Arbeiten mittels körperlicher Übungen und das Arbeiten mittels Körperachtsamkeit. Die Auswahl und die Kombination der Techniken sind je nach Körperpsychotherapiemethode verschieden. Körperberührungen können sehr sanft sein und der Bewusstwerdung dienen oder können massiv mit dem Ziel einer körperlichen Veränderung eingesetzt werden. Bei den körperlichen Übungen reicht die Spannweite von der Einnahme von „Stresspositionen“ mit starken Anspannungen bis zum minimalistischen Experiment, in dem die Wirkung kleinster körperlicher Veränderungen auf das Bewusstsein untersucht wird. Bei der Körperachtsamkeit wird die Aufmerksamkeit auf das innere und vor allem körperliche Erleben gelenkt. Achtsamkeit ist ein Bewusstseinszustand, in dem es möglich wird, aus einer nicht wertenden inneren Distanz heraus Zeuge des momentanen Erlebens zu werden.

## Geschichte
Die Ursprünge der Körperpsychotherapie zu Beginn des 20. Jahrhunderts gehen vor allem auf die Psychoanalyse und die Reformbewegungen in Gymnastik und Tanz zurück. Aus den Reformbewegungen heraus hatte vor allem Elsa Gindler mit ihrem „Seminar für Harmonische Körperausbildung“ starken Einfluss auf die Körpertherapie und die Körperpsychotherapie. Der stärkste Einfluss kam von Wilhelm Reich, einem Psychoanalytiker, den Sigmund Freud vor allem wegen seiner Abkehr von der reinen „Redekur“ aus der Internationalen Psychoanalytischen Vereinigung ausschließen ließ. Reich legte mit seiner ab 1934 entwickelten Vegetotherapie einen Grundstein für die Körperpsychotherapie.
In der Folge wurden über 20 Körperpsychotherapieschulen gegründet, die unterschiedlich stark von der Psychoanalyse, von der Körpertherapie, von der humanistischen Psychologie, von der Reformpädagogik, vom Ausdruckstanz, vom Theater, von der westlichen Philosophie und/oder von der östlichen Philosophie geprägt sind. Es gibt seit 2010 auch einen schulenübergreifenden Studienschwerpunkt „Körperpsychotherapie“, der im Rahmen des Masterstudienganges Motologie an der Philipps-Universität Marburg angeboten wird.
Die Körperpsychotherapie fand über Jahrzehnte kaum positive Beachtung bei den wichtigsten psychoanalytischen und verhaltenstherapeutischen Psychotherapierichtungen und führte im Gesundheitswesen ein Schattendasein. Seit in den 1990er Jahren die mittels bildgebender Verfahren gewonnenen neuen Forschungsergebnisse der Neurowissenschaften publiziert wurden, wächst das Interesse an körperpsychotherapeutischen Verfahren und die Einbeziehung des Körpers in der Psychotherapie wird zunehmend innerhalb etablierter Psychotherapierichtungen diskutiert.

## Neurowissenschaftliche Aspekte in der Körperpsychotherapie
Sowohl die Grundannahme Freuds, dass das Denken und Handeln von unbewussten inneren Prozessen zumindest mit bestimmt wird, eine Grundannahme, welche auch von den tiefenpsychologisch fundierten Körperpsychotherapien geteilt wird, als auch die zentrale Annahme der Körperpsychotherapiemethoden, dass Körper und Geist in einer untrennbaren Wechselwirkung stehen, werden von neuen Forschungsergebnissen der Neurowissenschaften gestützt.
Auf die Bedeutung unbewusster Vorgänge wiesen elf Neurowissenschaftler in einem gemeinsamen Manifest hin: „Wir haben herausgefunden, dass im menschlichen Gehirn neuronale Prozesse und bewusst erlebte geistig-psychische Zustände aufs Engste miteinander zusammenhängen und unbewusste Prozesse bewussten in bestimmter Weise vorausgehen.“
António Damásio untersuchte die Wechselwirkungen zwischen Körper und Bewusstsein und kam nach seinen empirischen Untersuchungen zu dem Schluss, dass die jahrhundertelang angenommene, vor allem von Descartes postulierte Trennung zwischen Körper und Geist ein Irrtum sei. Stattdessen konstatiert er einen unauflösbaren Zusammenhang zwischen Körper und Geist, die sich ständig gegenseitig beeinflussen.
Damasios Theorie eines emotionalen Erfahrungsgedächtnisses entspricht dem Konzept des impliziten Gedächtnisses von Daniel Schacter. Danach gibt es neben dem üblicherweise bekannten expliziten Gedächtnis ein sensorisch und motorisch strukturiertes Gedächtnis, das im Limbischen System lokalisiert ist und welches dem Bewusstsein nicht unmittelbar zugänglich ist. Hier setzt die Körperpsychotherapie an, die mit ihren Methoden der Körperachtsamkeit affektiv-sensomotorische Erinnerungen bewusst und damit bearbeitbar machen will.

## Körperpsychotherapiemethoden

### Unterschiede zwischen den Körperpsychotherapiemethoden
Bei Körperpsychotherapiemethoden gibt es theoretische und praktische Unterschiede. So steht in einigen Therapieschulen der energetische Aspekt mit Annahmen über körperlichen „Energiefluss“ und „Energieblockaden“ im Vordergrund, bei anderen werden informationstheoretische Aspekte hervorgehoben. Es gibt Methoden, welche körperliche Berührungen als zentrales Element der Arbeit betrachten, und andere, welche ohne Berührungen arbeiten. Zur Art der verbalen Kommunikation und deren Stellenwert im therapeutischen Prozess gibt es sehr unterschiedliche Standpunkte.

### Von der EABP anerkannte Körperpsychotherapie-Methoden
Die European Association for Bodypsychotherapy (EABP), die auch die Mitinitiatorin der American Association for Bodypsychotherapy ist, hat sich als Dachverband der Körperpsychotherapiemethoden etabliert und setzt die weltweiten begrifflichen und ethischen Standards. Sie gibt als Organ zur Präsentation der aktuellen wissenschaftlichen Forschung ein vierteljährlich erscheinendes Magazin heraus: International Journal for Body Psychotherapy (IJBP).
- Biodynamische Psychologie und Körperarbeit von Gerda Boyesen
- Bioenergetische Analyse (auch: Bioenergetik) von Alexander Lowen
- Biosynthese von David Boadella
- Core Energetic Therapy von John C. Pierrakos
- Emotionale Reintegration (Peter Bolen)
- Hakomi von Ron Kurtz
- Integrative Körperpsychotherapie (IBP) Jack Lee Rosenberg
- Klientenzentrierte Gesprächs- und Körperpsychotherapie GFK – Integration von Gesprächspsychotherapie (Carl Rogers), Focusing (Eugene Gendlin) und Körperpsychotherapie (Wilhelm Reich und weitere körperorientierte Verfahren)
- Körperzentrierte Psychotherapie IKP von Yvonne Maurer
- Organismische Psychotherapie von Malcolm Brown und Katherine Ennis Brown
- Orgodynamik von Gabrielle Plesse-St.Clair und Michael Plesse
- Posturale Integration von Jack Painter
- Psychotherapeutische Posturale Integration (Claude Vaux/Jack Painter)
- Psychotherapie nach Albert Pesso
- Strukturelle Körpertherapie (SKT)
- Unitive Körperpsychotherapie von Jay Stattman

### Weitere Körperpsychotherapie-Methoden
Als weitere Methoden können benannt werden:
- Analytische Körperpsychotherapie
- Bonding nach Dan Casriel
- Formative Psychologie nach Stanley Keleman
- Funktionelle Entspannung nach Marianne Fuchs
- Initiatische Therapie nach Karlfried Graf Dürckheim
- Integrative Bewegungstherapie nach Hilarion Petzold
- Konzentrative Bewegungstherapie nach Helmut Stolze
- Psychoanalytische Tanztherapie nach Elaine von Siegel
- Synergetik-Therapie nach Bernd Joschko
- Tiefenpsychologisch fundierte Körperpsychotherapie nach George Downing
- Übergangskreis nach Uwe Christian Dech
- Vegetotherapie, begr. von Wilhelm Reich; modifiziert von Ola Raknes, Björn Blumenthal, Federico Navarro und anderen
- Primärtherapie

## Rechtlicher Status der Körperpsychotherapie

### Deutschland
Nach dem Psychotherapeutengesetz darf Psychotherapie als Krankheitsbehandlung nur von Ärzten mit Psychotherapie-Weiterbildung (inklusive Fachärzte für Psychosomatische Medizin und Psychotherapie), Psychologischen Psychotherapeuten oder Kinder- und Jugendlichenpsychotherapeuten mit den gesetzlichen Krankenkassen abgerechnet werden. Körperpsychotherapie als alleinige Therapiemethode ist jedoch nicht abrechnungsfähig. Der Grund: Körperpsychotherapie ist derzeit kein in der Psychotherapierichtlinie anerkanntes Verfahren (2024). Möglich ist jedoch, dass approbierte Psychotherapeuten, also Verhaltenstherapeuten, Tiefenpsychologen, Analytiker, Systemische oder Gesprächspsychotherapeuten mit Elementen der Körperpsychotherapie arbeiten. Die berufsrechtliche Anerkennung durch den Wissenschaftlichen Beirat Psychotherapie (WBP) als Teil des Verfahrens Humanistische Psychotherapie mit der Perspektive der sozialrechtlichen Anerkennung durch den Gemeinsamen Bundesausschuss (G-BA) wurde 2012 beantragt.
Personen mit Berechtigung zur Psychotherapie nach dem Heilpraktikergesetz dürfen Körperpsychotherapie als Psychotherapiemethode anbieten. Eine Kostenübernahme durch private Krankenversicherungen ist abhängig vom jeweiligen Vertrag.

### Österreich
Nach dem österreichischen Psychotherapiegesetz sind zurzeit aus dem Spektrum der hier angeführten Körperpsychotherapie-Methoden nur die Konzentrative Bewegungstherapie und indirekt – über die in Österreich anerkannte Methode der Integrativen Therapie – die Integrative Bewegungstherapie (als Teil der Integrativen Therapie) staatlich anerkannt. Nur staatlich anerkannte Methoden dürfen unter der Bezeichnung Psychotherapie in der Öffentlichkeit angeboten und mit den Krankenkassen verrechnet werden. Es existieren in Österreich jedoch einige Fachvereinigungen für weitere körperorientierte Methoden, die die staatliche Anerkennung anstreben und sich zwischenzeitlich mit Weiterbildungsangeboten an eingetragene Psychotherapeuten wenden.

### Schweiz
In der Schweiz wird nicht nach Methoden unterschieden. Entscheidend ist die Qualifikation des Therapeuten. Zugelassen sind psychotherapeutisch ausgebildete Ärzte, die ihrerseits psychotherapeutisch ausgebildete Psychologen anstellen können. Von diesen durchgeführte Therapien – also auch alle Körpertherapien – werden von den Krankenkassen bezahlt.
Die Föderation der Schweizer Psychologinnen und Psychologen (FSP) hat ihrerseits zwei Methoden der Körperpsychotherapie anerkannt: Integrative Body Psychotherapy nach Jack Lee Rosenberg und Bioenergetische Analyse und Therapie nach Alexander Lowen.